# Save the Last Dance
Série Save the Last Dance
Save the Last Dance 2
(2006)
Pour plus de détails, voir Fiche technique et Distribution.
Save the Last Dance est un film américain produit par MTV Films, réalisé par Thomas Carter en 2001 et distribué aux États-Unis par Paramount Pictures et en France par United International Pictures.
Une suite de ce film a été réalisée en 2006 sous la forme d'un vidéofilm : Save the Last Dance 2.

## Synopsis
Sara Johnson mène une existence paisible avec sa mère après le divorce de ses parents à Lemont, une ville tranquille de la banlieue de Chicago. C'est une étudiante brillante et une danseuse de talent. Elle tente d'entrer dans la très prestigieuse Juilliard School de New York. Le jour de l'audition, sa mère n'est pas là. La jeune fille passe devant le jury et rate son essai. En même temps, alors que sa mère se dépêchait d'arriver en voiture, elle est tuée dans un accident de la route.
Sara doit renoncer à son rêve et rejoindre son père, qui vit dans un quartier pauvre du sud de Chicago. Elle est scolarisée dans le lycée le plus proche où les autres élèves lui réservent un accueil hostile : elle est une des rares élèves blanches de l'établissement. Rejetée, elle tente de surmonter les a priori des autres et se fait rapidement une alliée, Chenille, une jeune femme noire qui l'introduit dans son cercle d'amies et lui fait découvrir les lieux qu'elle fréquente. Un soir, elle l'emmène dans un club du quartier, le Stepps où Sara découvre le hip-hop.
Parallèlement, elle rencontre Derek, le frère de Chenille. Derek est un étudiant brillant. Il rêve d'intégrer la prestigieuse Georgetown Medical School à Washington pour devenir médecin. Malheureusement, entraîné par Malakai, un ami d'enfance, il s'implique dans les activités du gang du quartier.
D'abord exaspérée par le comportement de Derek qui se moque d'elle, Sara fini par se lier avec lui et lui demande de lui enseigner le hip-hop. Il lui redonne le goût de la danse et l'encourage à poursuivre son rêve. Ils tombent amoureux l'un de l'autre et décident de sortir ensemble contre l'avis de tous. Son ex-amoureuse Nikki tente de le reconquérir après l'avoir trompée, mais Derek refuse de céder à ses avances. Jalouse, Nikki se rend compte du rapprochement entre Derek et Sara et tente de leur mettre des bâtons dans les roues. Le jeune couple doit lutter contre les préjugés des uns et des autres.

## Fiche technique
- Titre original et français : Save the Last Dance
- Titre québécois : Née pour danser
- Réalisation : Thomas Carter
- Scénario : Duane Adler et Cheryl Edwards, d'après une histoire de Duane Adler
- Musique : Mark Isham
- Direction artistique : Diane Hughes
- Décors : Paul Eads
- Costumes : Sandra Hernandez
- Photographie : Robbie Greenberg
- Son : Gregory King, Andy Koyama
- Montage : Peter E. Berger, Jeff Canavan et Fritz Feick
- Production : David Madden et Robert W. Cort

Production exécutive : Douglas Curtis ((non crédité)
Production associée : Scarlett Lacey
Coproduction : Marie Cantin et Douglas Curtis ((non crédité)
- Sociétés de production[1] : MTV Films et Cort / Madden Productions
- Distribution : , 
  - États-Unis : Paramount Pictures
  - France, Suisse : United International Pictures
- Budget : 13 millions de $[2]
- Pays d'origine :  États-Unis
- Langue originale : anglais
- Format[3] : couleur - 35 mm - 1,85:1 (Panavision) - son DTS | Dolby Digital
- Genre : romance, drame et film de danse
- Durée : 112 minutes
- Dates de sortie[4] :
  - États-Unis, Québec[5] : 12 janvier 2001
  - Canada : 19 juin 2001 (sortie directement en DVD)
  - France, Belgique : 1er août 2001
  - Suisse romande[6] : 5 septembre 2001
- Classification[7] :
  -  États-Unis : Accord parental recommandé, film déconseillé aux moins de 13 ans (PG-13 - Parents Strongly Cautioned)[Note 1].
  -  France : Tous publics (visa d'exploitation no 102782 délivré le 14 juin 2001)[8].

## Distribution
- Julia Stiles : Sara Johnson
- Sean Patrick Thomas (VF : Lucien Jean-Baptiste) : Derek Reynolds
- Kerry Washington : Chenille Reynolds
- Fredro Starr (VF : Jean-Paul Pitolin) : Malakai
- Terry Kinney : Roy Johnson
- Garland Whitt : Kenny
- Bianca Lawson (VF : Barbara Tissier) : Nikki
- Vince Green : Snookie
- Andrew Rothenberg : le juge Stern

## Production

### Attribution des rôles
Le réalisateur Thomas Carter a auditionné Julia Stiles pour le rôle de Sara après avoir vu sa « danse de table » dans Dix Bonnes Raisons de te larguer, un film de 1999. [réf. souhaitée]

### Tournage
Le film a été tourné à partir de novembre 1999 dans l'État de l'Illinois à Chicago et à Lemont. Il inclut des scènes en décor réel de ces deux villes. [réf. souhaitée]

## Musique
- Live Your Dreams, Athena Cage
- You Can Do It, Dr. Dre
- Da Rock Wilder, Method Man et Redman
- Get It On Tonight, Montell Jordan

### Bande originale
La bande originale (Hollywood Records)
1. Shining Through (Thème)
2. You, Lucy Pearl featuring Snoop Dogg
3. Bonafide, X-2-C
4. Crazy, K-Ci & Jo-Jo
5. You Make Me Sick, Pink
6. U Know What's Up, Donell Jones et Left Eye
7. Move It Slow, Kevon Edmonds
8. Murder She Wrote, Chaka Demus & Pliers
9. You Can Do It, Ice Cube
10. My Window, Soulbone 5
11. Get It On Tonight, Montell Jordan
12. Shining Through (Thème)
13. The faithful, Fatman Scoop

## Distinctions
Entre 2001 et 2012, Save the Last Dance a été sélectionné 14 fois dans diverses catégories et a remporté 6 récompenses.

### Récompenses
- MTV Movie Awards 2001 :
  - MTV Movie Award de la Meilleure révélation masculine de l'année décerné à Sean Patrick Thomas,
  - MTV Movie Award du Meilleur baiser décerné à Julia Stiles et Sean Patrick Thomas.
- Prix du jeune public 2001 :
  - Prix du jeune public de la Meilleure actrice décerné à Julia Stiles,
  - Prix du jeune public de la Meilleure révélation décerné à Kerry Washington,
  - Prix du jeune public de la Meilleure scène de combat décerné à Julia Stiles et Bianca Lawson.
- Récompenses du jeune public d'Hollywood 2001 :
  - Prix du jeune public d'Hollywood de la Performance exceptionnelle masculine décerné à Sean Patrick Thomas.

### Nominations
- MTV Movie Awards 2001 :
  - Meilleure performance féminine pour Julia Stiles,
  - Meilleure scène de danse pour la scène du club.
- MTV Video Music Awards 2001 : Vidéo de l'année pour K-Ci Hailey et Jo Jo Hailey.
- Prix du jeune public 2001 :
  - Meilleur film dramatique / action aventure,
  - Meilleur acteur pour Sean Patrick Thomas.
- Éditeurs de sons de films 2002 :
  - Meilleur montage sonore de musique dans un long métrage musical pour Michael T. Ryan.
- Prix Bobine Noire 2002 :
  - Meilleure actrice dans un second rôle pour Kerry Washington,
  - Meilleur réalisateur pour Thomas Carter.